# 江津市

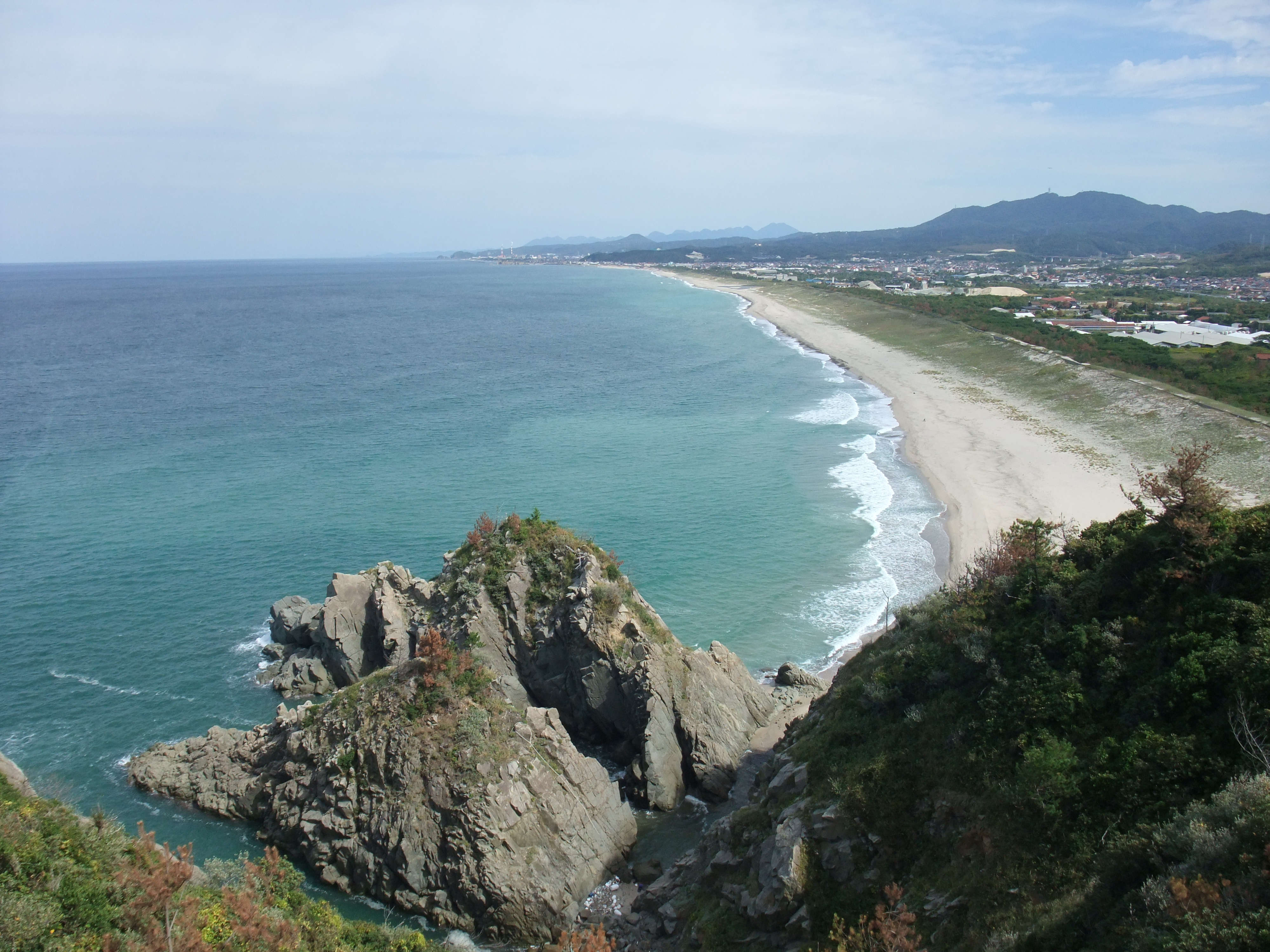
大崎鼻から敬川・都野津・江津市街地方面を望む

江津市（ごうつし）は、島根県の西部（石見地域）にある市。山陰地方で最も人口が少なく、また島根県では最も面積が狭い市でもある。

## 地理

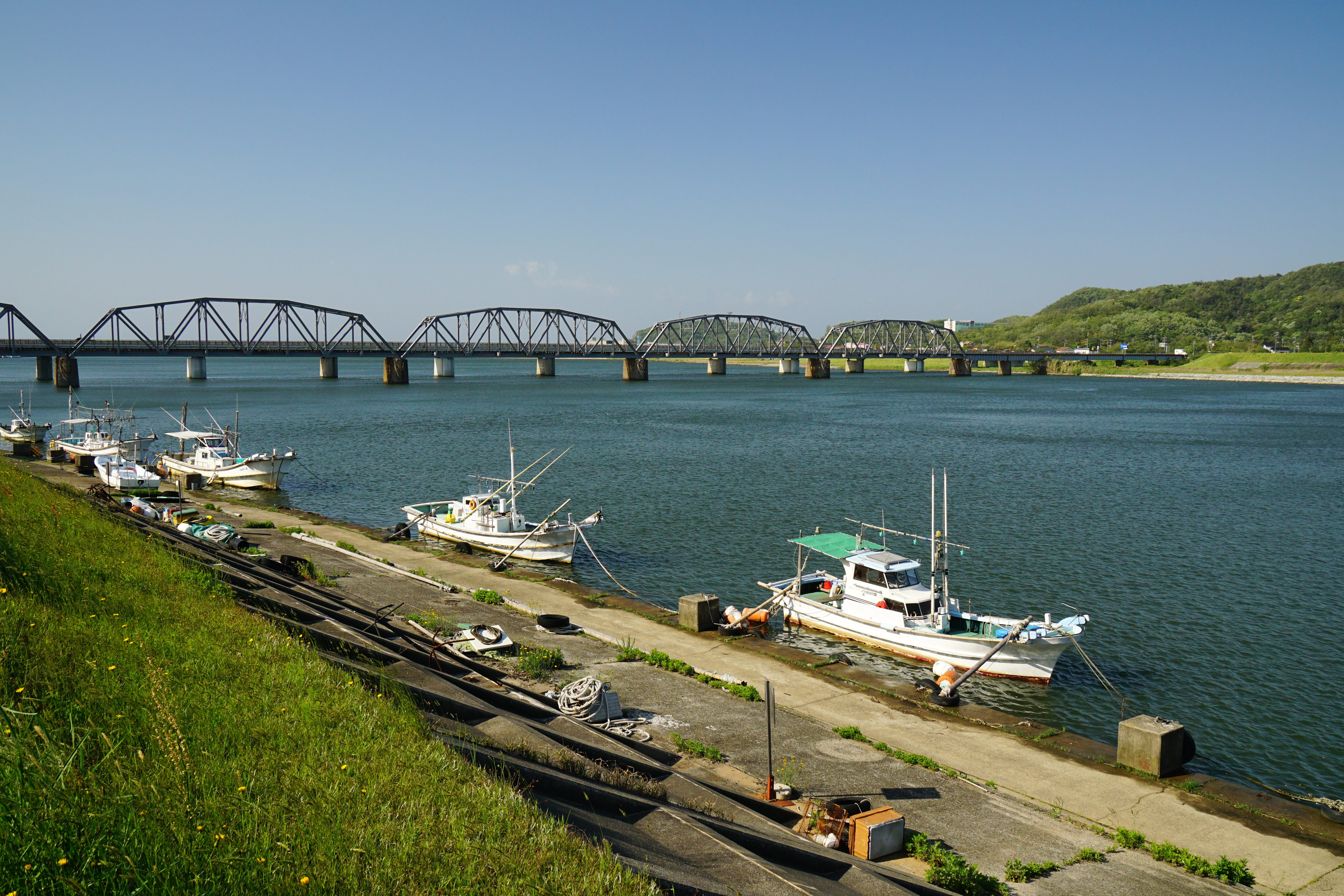
江の川

江津市は島根県の西部、石見地方に位置する。北部の東西につづく海岸段丘と、南部の丘陵地帯からなる。中国山地を山陽側から貫いて流れる数少ない河川であり、中国地方最大の河川である江の川がこの市で日本海に注ぐ。平野部はこの江の川流域と、日本海側を走る山陰本線の沿線を除くとあまり見られない。
日本国内で北緯35度線が通る最西端の市でもある。
東京都からの移動時間距離が全国で最も遠い市とされ、「東京から一番遠いまち」とPRしている。過去には高等学校「地理A」の教科書やテレビ番組でも取り上げられた。

### 隣接する自治体
- 浜田市
- 大田市
- 邑智郡：邑南町、川本町

## 気候
| 桜江地域雨量観測所(1991-2020)(桜江)の気候 | 桜江地域雨量観測所(1991-2020)(桜江)の気候 | 桜江地域雨量観測所(1991-2020)(桜江)の気候 | 桜江地域雨量観測所(1991-2020)(桜江)の気候 | 桜江地域雨量観測所(1991-2020)(桜江)の気候 | 桜江地域雨量観測所(1991-2020)(桜江)の気候 | 桜江地域雨量観測所(1991-2020)(桜江)の気候 | 桜江地域雨量観測所(1991-2020)(桜江)の気候 | 桜江地域雨量観測所(1991-2020)(桜江)の気候 | 桜江地域雨量観測所(1991-2020)(桜江)の気候 | 桜江地域雨量観測所(1991-2020)(桜江)の気候 | 桜江地域雨量観測所(1991-2020)(桜江)の気候 | 桜江地域雨量観測所(1991-2020)(桜江)の気候 | 桜江地域雨量観測所(1991-2020)(桜江)の気候 |
| 月                                        | 1月                                       | 2月                                       | 3月                                       | 4月                                       | 5月                                       | 6月                                       | 7月                                       | 8月                                       | 9月                                       | 10月                                      | 11月                                      | 12月                                      | 年                                        |
| ----------------------------------------- | ----------------------------------------- | ----------------------------------------- | ----------------------------------------- | ----------------------------------------- | ----------------------------------------- | ----------------------------------------- | ----------------------------------------- | ----------------------------------------- | ----------------------------------------- | ----------------------------------------- | ----------------------------------------- | ----------------------------------------- | ----------------------------------------- |
| 降水量 mm （inch）                        | 153.9 (6.059)                             | 121.0 (4.764)                             | 144.8 (5.701)                             | 125.3 (4.933)                             | 144.2 (5.677)                             | 199.6 (7.858)                             | 255.7 (10.067)                            | 171.5 (6.752)                             | 213.7 (8.413)                             | 128.3 (5.051)                             | 123.5 (4.862)                             | 172.2 (6.78)                              | 1,953.5 (76.909)                          |
| 平均降水日数 （≥1.0mm）                   | 17.0                                      | 14.3                                      | 14.0                                      | 10.9                                      | 10.3                                      | 12.0                                      | 12.1                                      | 10.4                                      | 11.3                                      | 9.9                                       | 12.3                                      | 16.8                                      | 151.1                                     |
| 出典：気象庁                              |                                           |                                           |                                           |                                           |                                           |                                           |                                           |                                           |                                           |                                           |                                           |                                           |                                           |

## 歴史

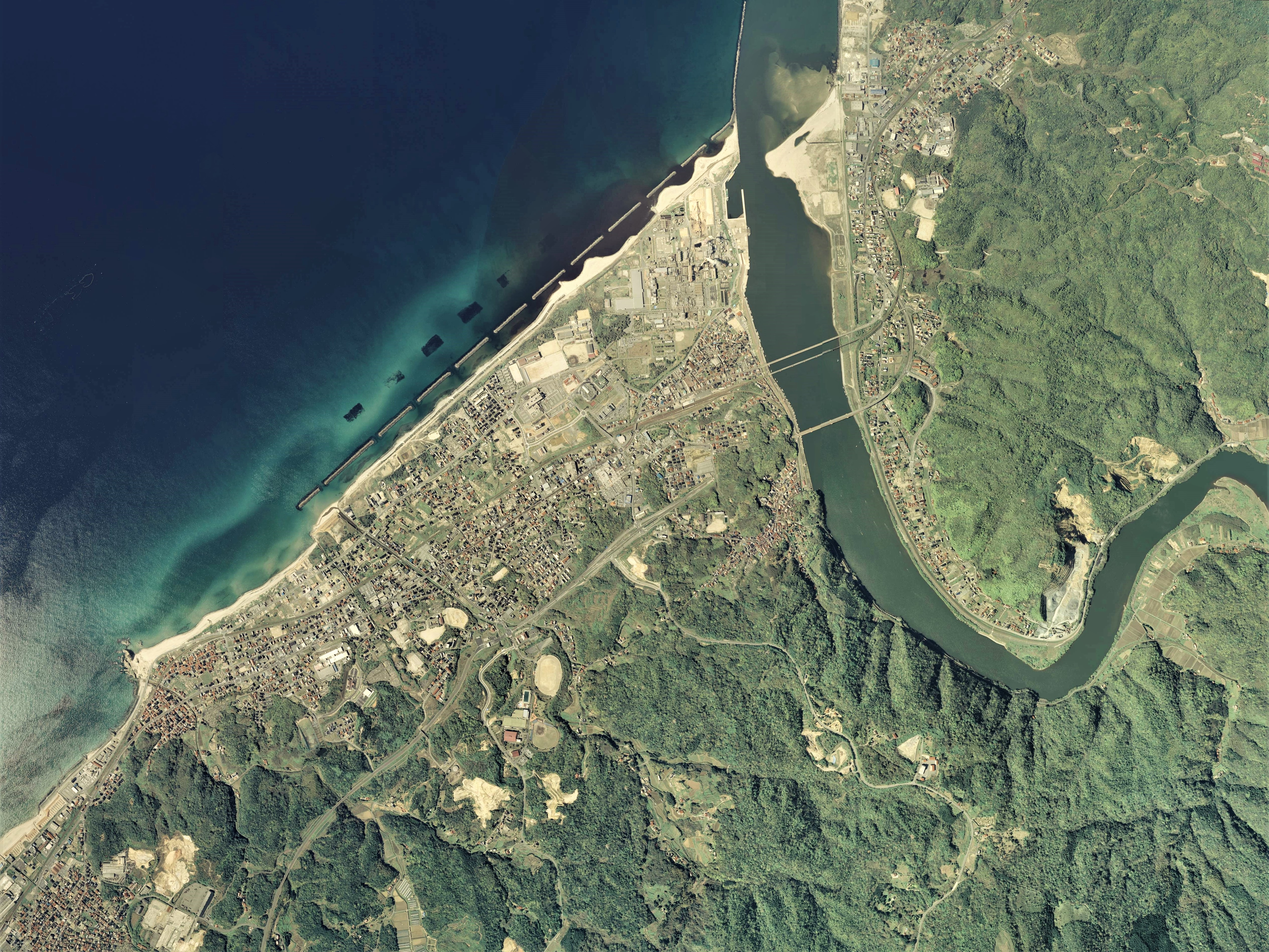
江津市中心部周辺の空中写真。
2010年4月25日撮影の4枚を合成作成。。

### 略史
「郷田」あるいは「郷津」とも呼ばれ、江の川の渡津集落から発展し、古くから舟運と日本海の海運の要所として繁栄した。近世は幕府領（天領）になり、その中心部を山陰道が貫き、東は大森銀山、西は浜田へと向かっていた。
1671年（寛文11年）に上方への西廻り航路が確立されると、千石船の出入りする物品の集散地として、河岸に廻船問屋や倉庫（蔵屋敷）が立ち並んだ。北前船の寄港地および天領米の積出港として、岸辺には四、五十隻の帆船が並び立ち、浜田で入港を待ち合わせるという混雑状態で、大森銀山につぐ石見国第二の町として賑わいを見せた。江の川流域の邑智郡・那賀郡で生産される鉄・木材・紙・楮なども河川を通じて運ばれ、全国に発送されるとともに、日用雑貨もこの港から移入されていった。
幕末の1866年（慶応2年）には長州軍振武隊（隊長佐々木男也、参謀大村益次郎）の一個大隊450名余りが進駐し、1869年（明治2年）までの3年に渡り本陣が設置された。陣屋新築に際して、近隣15ケ村より壮丁を募り、半年後までに本陣など12棟の建築物の陣営を完成させた。また村々より桜樹千株が献上された。現在でも長州軍の志士5名の墓石が残されている。
明治40年には、東宮殿下（後の大正天皇）山陰路御行啓（東郷平八郎海軍大将同行）に際し、江津本町地区に駐泊することになった。御便殿の新築などが行われ、町全体での歓迎ぶりであったという。
1920年（大正9年）の山陰本線の開通により、舟運は衰え、商業の中心が浜田へ移動した。三江線の開通により、江津本町駅周辺から江津駅周辺に市街地が移動した。
その後、江の川の水資源と砂丘によって、日本レイヨン（現：ユニチカ）、山陽国策パルプ（現：日本製紙）などの工場が誘致され、1942年（昭和17年）以降、砂丘地域に、製糸・化学・パルプの工場が進出した。
1995年（平成7年）には地方拠点都市地域に指定された。

### 年表
- 1920年（大正9年）12月25日 - 石見江津駅（現:江津駅）が開業。
- 1926年（昭和元年）- 片倉製糸（現:片倉工業）が進出、片倉江津製糸（後のユニチカサンシ江津工場）を設立し操業開始。
- 1930年（昭和5年）4月20日 - 三江線の石見江津 - 川戸駅間が開業。
- 1947年（昭和22年）11月30日 - 昭和天皇が島根化学工業江津工場に行幸（昭和天皇の戦後巡幸）[6]。
- 1954年（昭和29年）4月 - 市制施行。「江津市歌」および「江津市音頭」を制定。
- 1955年（昭和30年）4月1日 - 島根県済生会江津病院が開院。
- 1973年（昭和48年）11月8日 - 市民憲章・市の木・市の花を制定。
- 1974年（昭和49年）4月 - 江津市図書館が開館。
- 1975年（昭和50年）
  - 5月 - 島根県立少年自然の家が開所。
  - 8月31日 - 国鉄三江線が全線開通。
- 1980年（昭和55年）4月 - 江津市民球場が完成。
- 1981年（昭和56年）12月 - 江津市民体育館が完成。
- 1985年（昭和60年）10月 - 島根県石央地域地場産業振興センターが完成。
- 1993年4月1日 - 島根職業能力開発短期大学校（現・中国職業能力開発大学校附属島根職業能力開発短期大学校）が開校。
- 1995年4月21日 - 江津市総合市民センターが完成。
- 2003年9月21日 - 山陰自動車道江津IC - 浜田JCT間が供用開始、江津道路が全線開通。
- 2004年10月1日 - 桜江町との合併に伴い、新市章・市民憲章を制定。
- 2009年2月 - 江津高野山風力発電所が運転開始。
- 2015年7月1日 - 江津バイオマス発電所が営業運転開始。
- 2016年8月1日 - パレットごうつがオープン。
- 2018年
  - 4月1日 - 三江線が全線廃止。
  - 7月 - 平成30年7月豪雨により江の川が増水。桜江町を中心にパイピング現象により堤防下から出水、谷住郷、鹿賀、川越などで冠水[7]。
- 2020年7月 - 令和2年7月豪雨により江の川が増水、被害を受ける。
- 2021年5月6日 - 新庁舎へ移転。

### 行政区域の変遷
- 1954年（昭和29年）4月1日 - 那賀郡江津町・都野津町・浅利村・跡市村・川波村・川平村・江東村・二宮村・松川村が新設合併し、江津市が発足。島根県下で7番目の市制施行（安来市と同日施行）。
- 1956年（昭和31年）8月1日 - 那賀郡国府町の一部（大字本明・上有福）を編入。
- 2004年（平成16年）10月1日 - 邑智郡桜江町を編入。

### 町名・大字
| 旧江津市       |                                  |            |
| 旧江津町       |                                  |            |
| 渡津町         | わたづちょう                     | 〒695-0001 |
| 江津町         | ごうつちょう                     | 〒695-0011 |
| 金田町         | かねたちょう                     | 〒695-0012 |
| 島の星町       | しまのほしちょう                 | 〒695-0015 |
| 嘉久志町       | かくしちょう                     | 〒695-0016 |
| 和木町         | わきちょう                       | 〒695-0017 |
| 旧都野津町     |                                  |            |
| 都野津町       | つのづちょう                     | 〒695-0021 |
| 旧川波村       |                                  |            |
| 波子町         | はしちょう                       | 〒699-3161 |
| 敬川町         | うやがわちょう                   | 〒699-3162 |
| 旧二宮村       |                                  |            |
| 二宮町羽代     | にのみやちょうはしろ             | 〒695-0022 |
| 二宮町神村     | にのみやちょうかむら             | 〒695-0023 |
| 二宮町神主     | にのみやちょうかんぬし           | 〒695-0024 |
| 旧松川村       |                                  |            |
| 松川町下河戸   | まつかわちょうしもかわど         | 〒695-0003 |
| 松川町市村     | まつかわちょういちむら           | 〒695-0004 |
| 松川町長良     | まつかわちょうながら             | 〒695-0005 |
| 松川町八神     | まつかわちょうやかみ             | 〒695-0006 |
| 松川町太田     | まつかわちょうおおた             | 〒695-0007 |
| 松川町上津井   | まつかわちょうかんづい           | 〒699-2835 |
| 松川町畑田     | まつかわちょうはただ             | 〒699-2836 |
| 松川町上河戸   | まつかわちょうかみかわど         | 〒699-2837 |
| 旧川平村       |                                  |            |
| 川平町南川上   | かわひらちょうみなみかわのぼり   | 〒695-0013 |
| 川平町平田     | かわひらちょうひらた             | 〒695-0014 |
| 旧跡市村       |                                  |            |
| 千田町         | ちだちょう                       | 〒695-0151 |
| 跡市町         | あといちちょう                   | 〒695-0152 |
| 清見町         | せいみちょう                     | 〒695-0153 |
| 井沢町         | いそうちょう                     | 〒695-0154 |
| 旧浅利村       |                                  |            |
| 浅利町         | あさりちょう                     | 〒695-0002 |
| 旧江東村       |                                  |            |
| 黒松町         | くろまつちょう                   | 〒699-2831 |
| 波積町北       | はづみちょうきた                 | 〒699-2832 |
| 波積町本郷     | はづみちょうほんごう             | 〒699-2833 |
| 波積町南       | はづみちょうみなみ               | 〒699-2834 |
| 後地町         | うしろじちょう                   | 〒699-2841 |
| 都治町         | つちちょう                       | 〒699-2842 |
| 旧国府町       |                                  |            |
| 有福温泉町本明 | ありふくおんせんちょうほんみょう | 〒695-0155 |
| 有福温泉町     | ありふくおんせんちょう           | 〒695-0156 |

| 旧桜江町     |                              |            |
| 旧川戸村     |                              |            |
| 桜江町小田   | さくらえちょうおだ           | 〒699-4225 |
| 桜江町川戸   | さくらえちょうかわど         | 〒699-4226 |
| 旧市山村     |                              |            |
| 桜江町市山   | さくらえちょういちやま       | 〒699-4221 |
| 桜江町今田   | さくらえちょういまだ         | 〒699-4222 |
| 桜江町後山   | さくらえちょううしろやま     | 〒699-4223 |
| 桜江町江尾   | さくらえちょうえのお         | 〒699-4224 |
| 旧長谷村     |                              |            |
| 桜江町長谷   | さくらえちょうながたに       | 〒699-4431 |
| 桜江町八戸   | さくらえちょうやと           | 〒699-4432 |
| 旧川越村     |                              |            |
| 桜江町鹿賀   | さくらえちょうしかが         | 〒699-4501 |
| 桜江町川越   | さくらえちょうかわごえ       | 〒699-4502 |
| 桜江町田津   | さくらえちょうたづ           | 〒699-4503 |
| 桜江町大貫   | さくらえちょうおおぬき       | 〒699-4504 |
| 桜江町坂本   | さくらえちょうさかもと       | 〒699-4505 |
| 旧谷住郷村   |                              |            |
| 桜江町谷住郷 | さくらえちょうたにじゅうごう | 〒699-4111 |

## 行政

### 市長
- 中村中（1期目）
- 任期：2026年7月15日

### 歴代市長
| 代    | 氏名       | 就任年月日    | 退任年月日    | 備考         |
| ----- | ---------- | ------------- | ------------- | ------------ |
| 初    | 飯田豊     | 1954年5月1日  | 1958年4月14日 |              |
| 2-3   | 千代延定良 | 1958年4月14日 | 1962年6月12日 | 任期中死去   |
| 4     | 藤田龍夫   | 1962年8月1日  | 1966年7月15日 |              |
| 5-6   | 岡田信正   | 1966年7月16日 | 1974年7月15日 |              |
| 7-8   | 佐々木隆夫 | 1974年7月16日 | 1982年7月15日 |              |
| 9-10  | 福原友宏   | 1982年7月16日 | 1990年7月15日 |              |
| 11-12 | 牛尾一弘   | 1990年7月16日 | 1998年7月15日 |              |
| 13-16 | 田中増次   | 1998年7月16日 | 2014年7月15日 | 桜江町と合併 |
| 17-18 | 山下修     | 2014年7月16日 | 2022年7月15日 |              |
| 19    | 中村中     | 2022年7月16日 |               |              |

### 市議会
- 定数：16人（第18期）
- 任期：2026年5月31日

### 市の機関
- 江津市役所
  - 支所 － 桜江支所

### 財政

#### 財政状況
- 普通会計歳入総額：178億7589万3千円（平成27年度）
  - 地方交付税：65億1065万4千円（構成比：36.4％）
  - 地方税：27億248万2千円（15.1％）
  - 国庫支出金：26億8264万6千円（15.0％）
- 普通会計歳出総額：171億8095万5千円（平成27年度）
  - 民生費：50億793万5千円（構成比：29.1％）
  - 総務費：22億8200万4千円（13.3％）
  - 公債費：21億5546万4千円（12.5％）
- 地方債現在高：224億3686万円（平成27年度）
- 積立金現在高（平成27年度）
  - 財政調整基金：6億3454万3千円
  - 減債基金：13億3969万8千円
  - その他特定目的基金：28億5777万1千円

#### 財政指標
- 財政力指数：0.33％（平成27年度）
- 経常収支比率：91.7％（平成27年度）
- 健全化判断比率（平成27年度）
  - 実質赤字比率 －%
  - 連結実質赤字比率 －%
  - 実質公債費比率 13.9%
  - 将来負担比率 140.2%

### 政策課題

#### 三江線廃止とバス転換
江津市と広島県三次市の間を結ぶJR三江線（108.1 km）は利用者低迷により年間10億円近くの赤字となっていた。三江線は2018年3月末に廃止されバス転換が決まり、「三江線沿線地域公共交通活性化協議会」で三江線沿線の公共交通の再編が議論されている。

#### 江津市庁舎耐震基準問題

江津市庁舎は建築家の吉阪隆正早稲田大学元教授の研究室が手掛けたもので、橋脚の上に橋桁のような建物が載った特徴的なデザインになっており、1961年にA棟・B棟・C棟が完成した。2015年度には、DOCOMOMO Japanによって「日本におけるモダン・ムーブメントの建築」として192番目の選定を受けた。
その後、築50年以上が経過し無理に耐震補強を施すと現存する設計上の揺れを逃がすための構造（A棟の梁にピアノ線を張っている構造）に悪影響を及ぼす恐れがあると、当時の施工図面が見つかっていなかったこともあり、その不安が指摘されていた。関係者のヒアリングから施工図面一式が見つかったこともあり、継続的な利用に向けた話し合いが進められた。
改修を前提に市庁舎改修整備検討委員会を設け耐震補強の方法が検討されていたが、耐震補強しても震度6強以上の地震には耐えられないことが判明したほか、2016年4月に熊本地震で市庁舎などが被災したことを受け方針転換され、2016年10月31日に新庁舎を事業費40億円で建設することが発表された（旧庁舎は取り壊さないが使い道は未定である）。

### 国の行政機関
- 中国地方整備局浜田河川国道事務所 江の川下流出張所

### 県の行政機関・公共施設
- 島根県企業局西部事務所
- 島根県江津家畜保健衛生所
- 島根県警察江津警察署
- 島根県立少年自然の家

### 広域連合・一部事務組合
- 江津邑智消防組合
  - 消防本部・江津消防署
  - 桜江出張所

## 姉妹都市・提携都市
- コロナ市（米国カリフォルニア州）

## 人口
| |                                        |  |
| 江津市と全国の年齢別人口分布（2005年） | 江津市の年齢・男女別人口分布（2005年） |  |
| ■紫色 ― 江津市 ■緑色 ― 日本全国 | ■青色 ― 男性 ■赤色 ― 女性              |  |
| 江津市（に相当する地域）の人口の推移 \| 1970年（昭和45年） \| 33,479人 \| \| \| 1975年（昭和50年） \| 32,931人 \| \| \| 1980年（昭和55年） \| 32,785人 \| \| \| 1985年（昭和60年） \| 32,937人 \| \| \| 1990年（平成2年） \| 31,774人 \| \| \| 1995年（平成7年） \| 30,740人 \| \| \| 2000年（平成12年） \| 29,377人 \| \| \| 2005年（平成17年） \| 27,774人 \| \| \| 2010年（平成22年） \| 25,697人 \| \| \| 2015年（平成27年） \| 24,468人 \| \| \| 2020年（令和2年） \| 22,959人 \| \| |                                        |  |
| 総務省統計局 国勢調査より |                                        |  |
| 1970年（昭和45年） | 33,479人                               |  |
| 1975年（昭和50年） | 32,931人                               |  |
| 1980年（昭和55年） | 32,785人                               |  |
| 1985年（昭和60年） | 32,937人                               |  |
| 1990年（平成2年） | 31,774人                               |  |
| 1995年（平成7年） | 30,740人                               |  |
| 2000年（平成12年） | 29,377人                               |  |
| 2005年（平成17年） | 27,774人                               |  |
| 2010年（平成22年） | 25,697人                               |  |
| 2015年（平成27年） | 24,468人                               |  |
| 2020年（令和2年） | 22,959人                               |  |

## 地域

### 教育

#### 小学校
- 江津市立郷田小学校
- 江津市立渡津小学校
- 江津市立江津東小学校
- 江津市立川波小学校
- 江津市立津宮小学校
- 江津市立高角小学校
- 江津市立桜江小学校

#### 中学校
- 江津市立江津中学校
- 江津市立江東中学校
- 江津市立青陵中学校
- 江津市立桜江中学校

#### 高等学校
公立
- 島根県立江津工業高等学校
- 島根県立江津高等学校

私立
- 石見智翠館高等学校（旧・江の川高等学校）
- キリスト教愛真高等学校

#### 学校教育以外の施設
- 中国職業能力開発大学校附属島根職業能力開発短期大学校 - 職業能力開発短期大学校

### 医療

#### 主要医療機関
- 済生会江津総合病院

## 経済・産業

### 漁業

#### 漁港
- 黒松漁港
- 浅利漁港
- 波子漁港

### 製造業
江津市の製造品出荷額等は441億円（平成26年）、従業者数は1,473人（平成26年）、従業者4名以上の製造事業者数は54事業所（平成26年）となっている。
地場産業として古くから石州瓦の生産の中心地と知られており、製造品等出荷額等では窯業(岩見焼)･土石製品が53億円と最も大きくなっている。近年は住宅着工件数の低迷や住宅の洋風化などで石州瓦の需要が減少しており、2007年にはアメックス協販が自己破産を申請するなど厳しい状況が続いている。石見焼においては、生活用品を主として生産され、近年では、タイルや民芸品の商品も開拓し、全国市場を獲得している。
江の川河口には日本製紙ケミカル事業本部の江津工場が立地しており、溶解パルプや機能性化成品が製造されている。2010年にパナソニックエレクトロニックデバイスが撤退したが、近年は江津道路の開通や土地代の安さなどからバイオマス発電所や樹脂加工メーカーなどの企業進出が見られる。

### 小売業
小売業の事業所数は262事業所、従業員数は1,231人、年間商品販売額は2,036百万円、売場面積は34,016㎡となっている。平成19年の商業統計調査では、事業所数は356事業所、従業員数は1,523人、年間商品販売額は2,588百万円、売場面積は38,655㎡となっている。人口減少などで小売業の年間販売額は減少しており、事業所数･従業員数も減少している。
2017年1月には中心市街地に立地し、市内最大の商業施設であったショッピングタウン グリーンモールが売上の低迷などで閉店。10月に経営権を取得したイズミがゆめタウン江津としてオープンさせた。
地元購買率（全商品）は旧江津市が75.8％、旧桜江町では25.1％（旧江津市への流出は35.7％）となっている。旧江津市では11.5％、旧桜江町では13.6％が近隣の浜田市に流出している。

#### ショッピングセンター
- ゆめタウン江津

#### スーパーマーケット
- Aコープ - ごうつ店、さくらえ店
- キヌヤ - 江津店、渡津店、二宮店

#### コンビニエンスストア
- ローソン - 江津済生会病院前店、都野津駅前店、江津敬川店、江津桜江町店、江津嘉久志町店、ローソン・ポプラ江津渡津町店、ローソン・ポプラ江津舞乃市店
- セブン-イレブン - 江津二宮店、江津浅利店、江津和木店

#### 家電量販店
- エディオン江津店
- ヤマダアウトレット江津店

#### 衣料品店
- しまむら江津店

#### ホームセンター
- ジュンテンドー江津店
- コメリハード＆グリーン江津店

#### ドラッグストア
- ドラッグストアウェルネス江津店
- ウエルシア江津嘉久志店
- ウエーブ - ごうつ店、江津調剤薬局等
- ディスカウントドラッグコスモス敬川店
- ディスカウントドラッグコスモス嘉久志店

#### 書店
- しんぷう堂

### 本社を置く主要企業・団体
- 今井産業
- しちだ・教育研究所
- 丸惣佐々木窯業所

### 工場・事業所を置く主要企業・団体
- 日本製紙ケミカル事業本部江津事業所
- 第一稀元素化学工業江津工場
- ツチヨシ産業江津工場
- シティプラスチック島根工場
- 株式会社日本パーカーライジング広島工場江津事業所

### 発電所
- 島根県企業局 - 江津高野山風力発電所、江津浄化場太陽光発電所、江津地域拠点工業団地太陽光発電所
- 江津ウインドパワー - 江津東ウインドファーム風力発電所
- 合同会社しまね森林発電 - 江津バイオマス発電所

### 金融機関

山陰合同銀行江津支店

#### 銀行
- 山陰合同銀行 - 江津支店等
- 島根銀行江津支店
- セブン銀行 - セブン-イレブン店舗内にATMを設置
- ローソン銀行 - ローソン店舗内にATMを設置
- ゆうちょ銀行

#### 協同組織金融機関
- 日本海信用金庫 - 江津支店等
- 島根中央信用金庫江津支店
- 中国労働金庫（ろうきん）江津相談センター
- JAバンクいわみ中央地区本部 - 江津支店、江津西支店
- 島根おおち地区本部桜江支店

## 通信

### 電話
市外局番は、桜江地区が0855（70〜99）、その他が0855（50〜69）となっている。
- 0855（50〜69）エリア（江津MA）
  - 大田市（温泉津地区）・江津市（桜江地区を除く）
- 0855（70〜99）エリア（川本MA）
  - 江津市（桜江地区）・川本町・美郷町・邑南町

### 郵便
郵便番号は以下の通りとなっている。2006年10月16日、2015年3月2日の再編に伴い、変更された。
- 江津郵便局:695-00xx、695-85xx、695-86xx、695-87xx
- 黒松郵便局:699-28xx
- 波子郵便局:699-31xx
- 跡市郵便局:695-01xx
- 市山郵便局:699-42xx、699-41xx、699-44xx、699-45xx

## 交通

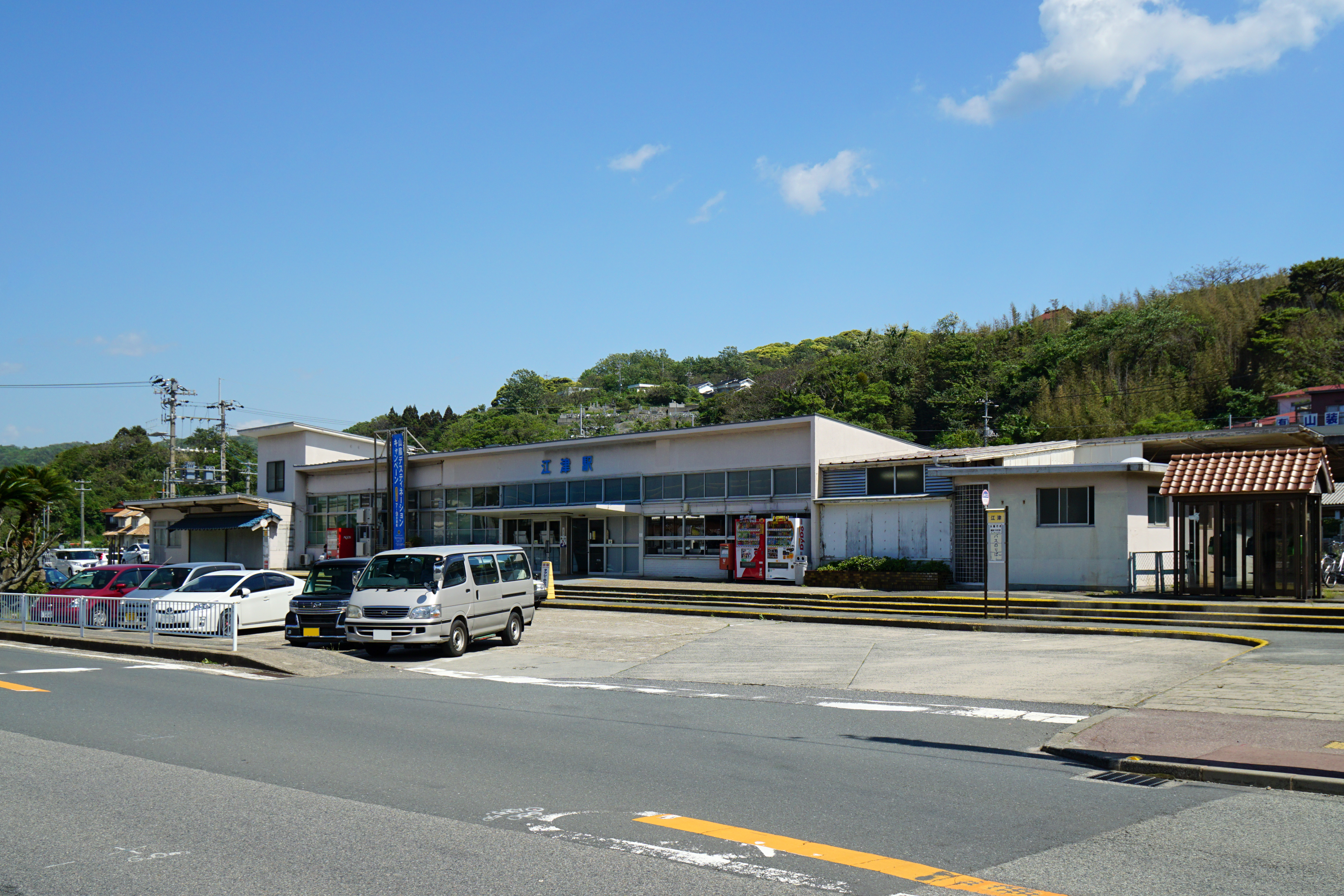
江津駅

### 鉄道
中心となる駅：江津駅
西日本旅客鉄道（JR西日本）
- 山陰本線
  - （松江・大田市方面） - 黒松駅 - 浅利駅 - 江津駅 - 都野津駅 - 敬川駅 - 波子駅 - （浜田・益田方面）
  - 特急スーパーおき（米子・松江方面 - 江津駅 - 益田・新山口方面）、特急スーパーまつかぜ（鳥取・松江方面 - 江津駅 - 浜田・益田方面）全列車が江津駅に停車し、一部の特急列車が波子駅に停車する。

#### かつて存在した鉄道路線
西日本旅客鉄道
- 三江線（2018年4月1日廃止)
  - 江津駅 - 江津本町駅 - 千金駅 - 川平駅 - 川戸駅 - 田津駅 - 石見川越駅 - 鹿賀駅

### バス

#### コミュニティバス
- 江津市生活バス

#### 一般路線バス
- 石見交通

#### 高速バス
- 浜田道エクスプレス大阪号（江津駅・東青山 - 大阪駅）

かつては、江の川号や有福温泉発着のいさりび号など広島行きの高速バスも運行されていたが、廃止となった。このため、広島方面に向かう場合は、浜田駅からいさりび号に乗るか、道の駅インフォメーションセンターかわもとから石見銀山号に乗ることとなる。

### 道路
高速道路
- 山陰自動車道（江津道路）

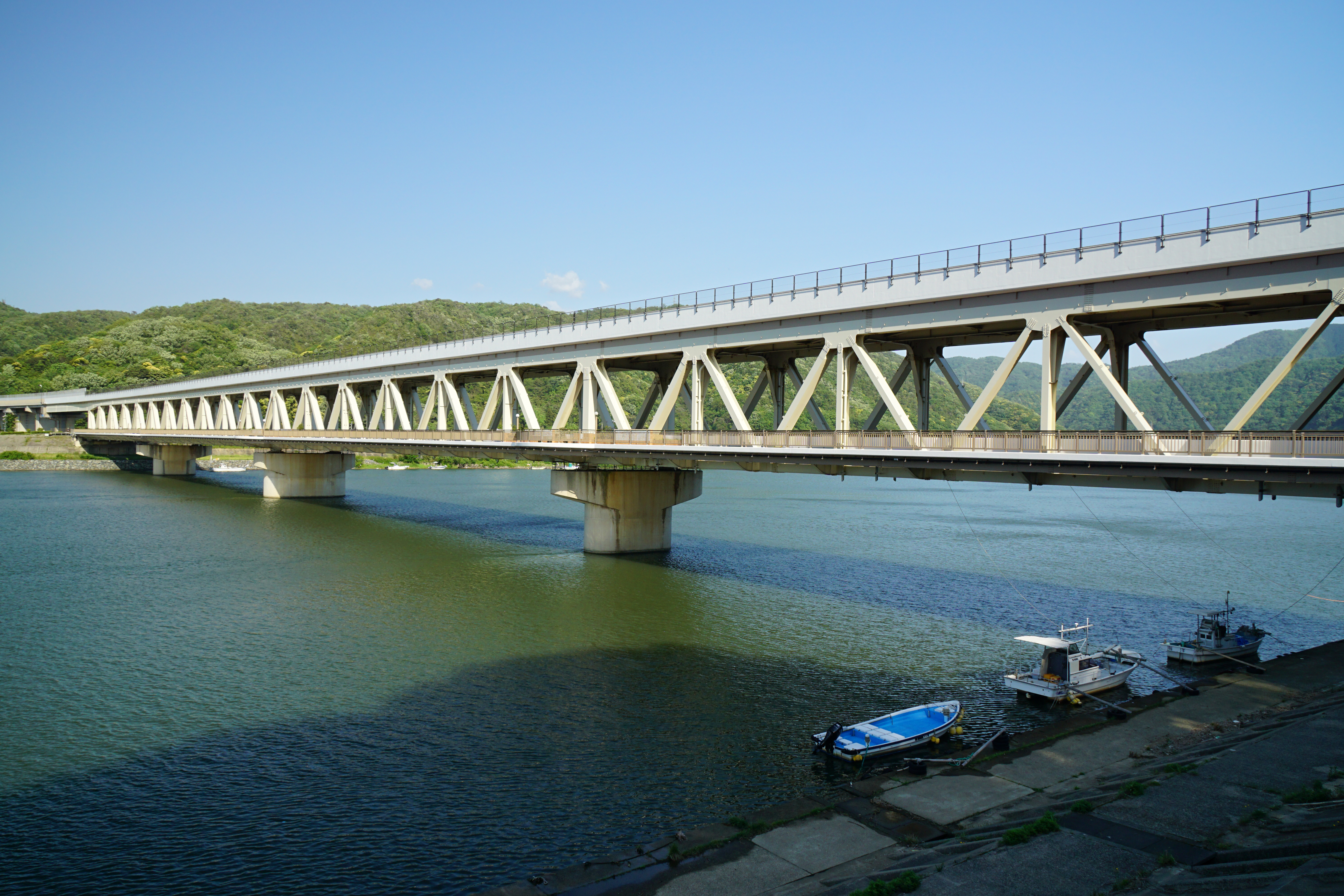
江の川に架かる江津バイパス（国道9号バイパス）

  - 江津バイパス - 江津IC - 江津西IC - （浜田自動車道 浜田JCT方面）

国道
- 国道9号（松江市・大田市方面 - 江津市 - 浜田市・益田市方面）
- 国道186号（江津市 - 浜田市方面） 江津市内は国道9号と重複区間となっている。
- 国道261号（江津市 - 川本町・邑南町方面）

県道
- 島根県道41号桜江金城線
- 島根県道46号大田桜江線
- 島根県道50号田所国府線
- 広島県道・島根県道112号三次江津線
- 島根県道177号大田井田江津線
- 島根県道204号黒松停車場線

- 島根県道205号浅利停車場線
- 島根県道206号波子停車場線
- 島根県道221号川平停車場線
- 島根県道237号黒松港線
- 島根県道238号江津港線
- 島根県道297号皆井田江津線

- 島根県道298号跡市川平停車場線
- 島根県道299号下府江津線
- 島根県道300号跡市波子停車場線
- 島根県道302号浅利渡津線
- 島根県道329号桜江旭インター線
- 島根県道330号江津インター線

#### 道の駅
- サンピコごうつ（国道9号）

## 観光スポットなど

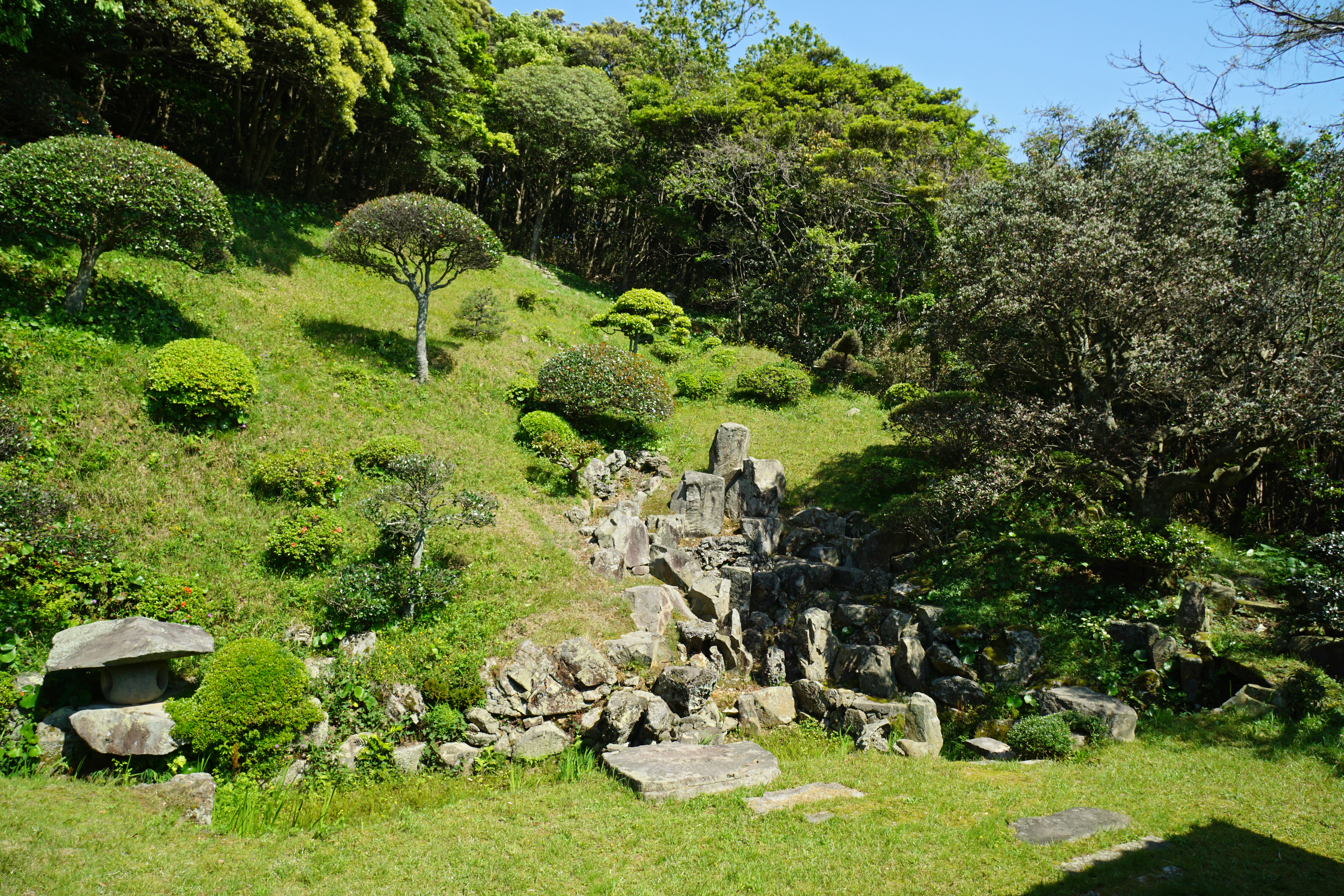
小川家雪舟庭園

### 名所・旧跡
- 山辺神宮
- 多鳩神社
- 有福大仏
- 小川家雪舟庭園

### 自然
- 千丈渓（島根県立自然公園）

### 建造物・公園・施設等

パレットごうつ

江津市総合市民センター・ミルキーウェイホール

- パレットごうつ
- 江津市総合市民センター

### 美術館・博物館
- 今井美術館
- 島根県立しまね海洋館 - 浜田市との境界線上に所在。

### 温泉・温泉施設
- 有福温泉
- 風の国温泉
- 上津井温泉

### 海水浴場
- 波子海水浴場
- 浅利海水浴場
- 黒松海水浴場

### 名物・特産品
- 石見焼
- 敬川饅頭

### イベント・祭事など
- 江の川祭り（8月16日）
- 山辺神宮祇園祭（7月第3日曜日）
- 石見神楽
- 大元神楽
- A1市街地グランプリ

## 江津市出身の有名人

### 政治
- 島田俊雄（政治家、第36代衆議院議長）

### 学術
- 市原硬（医化学者、大阪大学名誉教授）
- 七田眞（教育研究家）

### 文化
- 松林宗恵（映画監督）
- 田中政志（漫画家）

### 芸能
- 森若里子（歌手）
- 山田アキラ（俳優）
- 山下時子（歌手）

### マスコミ
- 岡隆一（NHKアナウンサー）
- 花田恵吉（NHK英語アナウンサー）
- 田中亜矢（元山陰放送アナウンサー）

### スポーツ
- 大屋翼（元サッカー選手、大宮アルディージャ）
- 入野久彦（元プロ野球選手、元読売ジャイアンツ捕手）
- 高橋寛（元プロ野球選手、東京ヤクルトスワローズブルペン捕手）

## 江津市にゆかりのある人物
- 谷繁元信（元プロ野球選手、元中日ドラゴンズ監督）- 江の川高等学校（現・石見智翠館高等学校）出身